# Cuña (geometría)
| Cuña               | Cuña                          |
| ------------------ | ----------------------------- |
|                    |                               |
| Caras              | 2 triángulos, 3 cuadriláteros |
| Bordes             | 9                             |
| Vértices           | 6                             |
| Poliedro conjugado | Bipirámide triangular         |
| Propiedades        | Convexo                       |

En geometría sólida, una cuña es un poliedro definido por dos triángulos y tres caras trapezoidales. Una cuña tiene cinco caras, nueve bordes, y seis vértices.
Una cuña es una subclase de los prismatoides con la base y la cresta opuesta en dos planos paralelos.
Una cuña también se puede clasificar como una cúpula lununal.
Comparaciones:
- Una cuña es un paralelepípedo donde una cara ha colapsado en una línea.
- Una pirámide de base cuadrilateral es una cuña en la que uno de los bordes entre dos caras trapezoidales ha colapsado en un punto.

## Volumen
Para una cuña de base rectangular, el volumen es:
{\displaystyle V=bh\left({\frac {a}{3}}+{\frac {c}{6}}\right),}
donde el rectángulo base es a por b, c es la longitud del borde del ápice paralelo a a, y h la altura desde el rectángulo base hasta el borde del ápice.

## Ejemplos
Se pueden crear cuñas a partir de la descomposición de otros poliedros. Por ejemplo, el dodecaedro puede dividirse en un cubo central con 6 cuñas que cubren las caras del cubo. Las orientaciones de las cuñas son tales que el triángulo y las caras trapezoidales pueden conectarse y formar un pentágono regular.
Un prisma triangular es un caso de cuña especial en la que las dos caras del triángulo son congruentes con la traslación.
Se pueden formar dos cuñas obtusas bisecando un tetraedro regular en un plano paralelo a dos bordes opuestos.
| Prisma triangular (Cuña triangular paralela) | Cuña obtusa como tetraedro regular bisecado | Una cuña construida de 8 caras triangulares y 2 cuadrados. Puede verse como un tetraedro aumentado por dos pirámides cuadradas. | El dodecaedro regular puede descomponerse en un cubo central y 6 cuñas sobre las 6 caras cuadradas. |